# Selenops tomsici
Espèce
Selenops tomsici est une espèce d'araignées aranéomorphes de la famille des Selenopidae.

## Distribution
Cette espèce est endémique de la région de Lima au Pérou,.

## Description
Le mâle holotype mesure 6,60 mm et la femelle paratype 9,30 mm.

## Étymologie
Cette espèce est nommée en l'honneur de Zlatko Tomsic.

## Publication originale
- Corronca, 1996 : Dos nuevas especies sudamericanas de Selenops (Araneae: Selenopidae). Iheringia (Série Zoologia), vol. 81, p. 105-110 (texte intégral).